# Quai de Metz
Quai de Metz (Metské nábřeží) je nábřeží v Paříži. Nachází se v 19. obvodu. Je pojmenováno podle francouzského města Mety.

## Poloha
Nábřeží vede podél západního břehu vodního kanálu Rouvray. Začíná u ulice Rue de Thionville, kde na něj navazuje Quai de la Garonne a končí u společného křížení s kanály Ourcq a Saint-Denis, kde na něj navazuje Quai de la Marne vedoucí podél kanálu Ourcq.